# セルギエフ・ポサードOMON伏撃事件
セルギエフ・ポサードOMON伏撃事件（せるぎえふ・ぽさーどおもんふくげきじけん、ロシア語: Засада на Сергиево-Посадский ОМОН）は、第二次チェチェン紛争の最中の2000年3月2日にチェチェン共和国の首都グロズヌイで発生した、ロシアの特殊部隊OMONによる同士討ち事件である。
OMON（特別任務民警支隊）は、暴動等への対応を任務とした日本の機動隊に相当する特殊部隊で、当時はロシア内務省が所管する文民警察組織、民警（ロシア語: Милиция ミリツィヤ）の一部門だった。OMONを含む民警部隊は、第二次チェチェン紛争に際してロシア各地からチェチェンへ派遣されていた。この事件に関係したOMON部隊は、ともにモスクワ郊外の都市ポドリスクとセルギエフ・ポサードから分遣されたものであった。
ポドリスクOMONは、彼らと交代するためにチェチェンへ到着したばかりだったセルギエフ・ポサードOMONの車列を待ち伏せして銃撃を加えた。この同士討ちの結果、双方あわせて22名が死亡し54名が負傷した。

## 事件の経緯

### 内部対立
2000年、チェチェン共和国のロシア側制圧地域では、ロシア本国から派遣されてきた民警部隊と、現地でビスラン・ガンタミロフ元グロズヌイ市長が新しく編成した民警部隊とが治安維持を分担していた。2月末頃、グロズヌイ北西部を管轄するスタロプロムィスロフスキー地区臨時内務局（ROVD）の内部では、ガンタミロフ派（ロシア語: Гантамировцы ガンタミロフツィ）とロシアから派遣されたスヴェルドロフスク州民警の間に対立が生じた。この対立はスヴェルドロフスク州民警が検問所で発砲した事件をきっかけとしたものだった。争いの最中、スタロプロムィスロフスキーROVDの指揮官はウルス・マルタンからAGS-17グレネードランチャーを含む増援を得ようとした。スヴェルドロフスク州民警の側は、これを両派の勢力均衡を崩すものと受け取った。
こういった状況の下にポドリスクOMONとセルギエフ・ポサードOMONが交代することになったので、スタロプロムィスロフスキーROVDの火力支援班指揮官であるジヤチェンコ少佐はBTR-70装甲兵員輸送車を2輛割り当てられ、円滑な配置転換を支援する任務を帯びた。両部隊の交代の前日である3月1日は、周辺住民のグロズヌイへの入市禁止令が解除される予定であり、住民に紛れて独立派の武装勢力が入り込むことも懸念されたからである。ところが、ジヤチェンコ少佐の出発前にスヴェルドロフスク州民警の指揮官が彼を呼び寄せ、ガンタミロフ派のもとにAGS-17が届けられるのを阻止せよという別の指示を与えた。

### 情報の錯綜
3月2日早朝、グロズヌイ周辺は濃霧に包まれていた。ポドリスクOMONの指揮官イーゴリ・チーホノフ少佐は前日のうちにチェチェンと隣接する北オセチア・アラニア共和国のモズドクへ入り、モスクワからやってくる交代要員を待った。6時30分、セルギエフ・ポサードOMONはドミトリー・マルケロフ大佐指揮の下にモズドクへ到着し、チーホノフ少佐と合流した。一行は11台の車輛に分乗して、ポドリスクOMONが駐屯しているグロズヌイ北方の村落ポドゴルノエへと向かった。8時頃、ポドゴルノエに青いボルボ・460と白いラーダ・ニーヴァが現れ、武装した集団を降ろして村へ展開し、去っていった。9時頃、ポドゴルノエには銃撃戦がすぐにでも始まるかのような緊張感がみなぎり、市場では住民が慌てて店を閉め避難した。
同じ頃、ポドゴルノエにある第53検問所ではいくつかの情報が錯綜していた。独立派武装勢力がガンタミロフ派民警を装って通過しようとしているというもの、あるいは本当のガンタミロフ派が2台のUAZ車ないしは装甲車に乗ってやってくるというもの、そしてセルギエフ・ポサードOMONが到着するというものである。9時20分、ジヤチェンコ少佐の率いるスヴェルドロフスク州民警が2輛のBTR-70に乗って村に入った。ジヤチェンコ少佐はポドリスクOMONの参謀長に会い、ガンタミロフ派の車列がグロズヌイに向かうのを阻止し、武装解除しなくてはならないと伝えた。数日来、村を走る道の一本が古いバスによって封鎖されていたので、村を抜けてグロズヌイ方面に向かうには必ず第53検問所を通過する必要があった。BTR-70とほとんど同時に、ボルボとニーヴァが再びポドゴルノエへ入り、武装した集団が道の両脇の建物や市場へ散開した。彼らはガンタミロフ派の民警で、スヴェルドロフスク州民警のBTR-70を自派の増援と思い込んで近寄ってきた。居合わせた人々の間には「UAZ車に乗ってやってくる賊」の噂が広まった。 

### 伏撃
9時50分、セルギエフ・ポサードOMONの車列は、ウラル車を先頭にポドゴルノエへと到着した。ところが、ガソリンスタンドに差し掛かったところで突然ボルボが行く手を塞いだ。ボルボの運転手が逃げ去ると同時に先頭車の運転手が狙撃され、制御を失った先頭車は路外に飛び出した。これを合図として、セルギエフ・ポサードOMONは一斉にグレネードランチャーや機関銃の射撃を受け、さらに2台のウラル車が炎上した。セルギエフ・ポサードOMON隊員は車から飛び降りて道路の側溝に身を隠したが、最後尾から2台目の車輛に乗っていた指揮官のマルケロフ大佐は、戦闘が始まってすぐに頭部を狙撃されて死亡した。双方は50メートル以内という至近距離にいながらお互いに相手を識別できず、しかもセルギエフ・ポサードOMONの車列にはポドリスクOMONの指揮官チーホノフ少佐が同行していて、彼は無線も持っていたにもかかわらず銃撃戦を制止できなかった。
同じ頃、ポドゴルノエの南にある319高地に配置されていたポドリスクOMONの隊員は、車列が全周から猛射を受けているのを目撃した。319高地に近い場所にある石油掘削装置や石油タンクにも彼我不明の攻撃者が見えたので、ポドリスクOMONの9人の隊員がこれに応戦すると、近くのアルミャンスカヤ・バルカ村から攻撃を受けた。10時20分、ロシア国内軍の第21独立作戦任務旅団（ソフリンスキー旅団）がポドゴルノエの事態に介入し、負傷者を後送した。12時30分頃になっても319高地付近の戦闘は続いていたが、14時30分になってようやく収束した。最終的に22名が死亡し、54名が負傷した。死者のうちセルギエフ・ポサードOMONの隊員は17名だった。引き続いて掃討作戦が行われ、20人程度の住民が一連の事態を引き起こした容疑で拘束された。

## 事件後の動き

### 内務省幹部の裁判
2001年、セルギエフ・ポサードOMONの移動中の安全を保障する職務を適切に果たさなかったなどとして、元モスクワ州内務総局副局長ボリス・ファジェーエフ少将、元ロシア内務省チェチェン駐留部隊指揮官ミハイル・レフチェンコ大佐、元ポドリスクOMON指揮官イーゴリ・チーホノフ少佐の3名が過失致死罪（ロシア連邦刑法第293条第2項）で起訴され、2002年1月18日にスタロプロムィスロフスキー地区裁判所による公判が始まった。ただ、実際にはモスクワのプレスネンスキー地区裁判所での出張公判となった。3月22日、スタロプロムィスロフスキー地区裁判所は、重病により訴訟手続が中断されたチーホノフを除く2被告、ファジェーエフとレフチェンコを無罪とした。判決では、責任を主として死亡したマルケロフ大佐に帰し、ファジェーエフは別の部隊に同伴してグデルメスへ向かう任務を帯びていたこと、レフチェンコは着任したのがそもそも事件の前日であったことなどから、過失責任を問うべきではないとした。検察は3月26日に上訴した。6月5日、チェチェン最高裁判所は無罪判決を破棄した。
ファジェーエフとレフチェンコが再起訴され、審理の場はモズドク地区裁判所に移った。2003年9月30日、予審が開始される予定だったが、ファジェーエフとレフチェンコが出廷しなかったため延期された。犠牲者遺族のニコライ・グラチェフは、ほとんどの関係者がモスクワ周辺にいる以上モズドクでの裁判には無理があるとした。結局11月26日に予審が行われ、前回裁判同様にプレスネンスキー地区裁判所で出張公判が行われることになり、12月23日に開始された。2004年2月20日、モズドク地区裁判所はファジェーエフとレフチェンコの重大な過失を認定して懲役4年を言い渡したが、2000年5月26日に実施された大祖国戦争勝利55周年記念の恩赦を適用し、2人の刑罰を免除した。弁護側の上訴を受けモズドク地区裁判所で再び審理が行われた。2004年12月15日に下された新判決は前判決を完全に踏襲したもので、懲役4年を言い渡して直ちに恩赦した。2005年2月25日、北オセチア最高裁判所はモズドク地区裁判所の判決を支持し、被告の上訴を棄却した。2005年6月2日、北オセチア最高裁判所幹部会もモズドク地区裁判所の判決を支持した。
セルギエフ・ポサードOMON隊員の遺族には、一連の過失致死裁判について批判的な者もいた。過失致死事件として扱われることで、殺人事件としての、つまり誰がセルギエフ・ポサードOMONを襲撃したのかの捜査がおざなりにされることを懸念したからである。

### バイサエフの裁判
ポドゴルノエ近くのポベジンスコエの住民であるシャヒード・バイサエフは、事件当日のロシア側による掃討作戦に巻き込まれ行方不明となった。バイサエフはポドゴルノエで自動車整備士として働いており、当日の朝も出勤したが、そのまま帰宅しなかった。彼の妻アスマルト・バイサエヴァが後に手に入れたビデオテープには、バイサエフがロシア兵に蹴りつけられ卑猥な言葉で罵倒される様子が映っていた。2007年4月5日、欧州人権裁判所はバイサエフが違法に拘禁されてすでに死亡したものと推定し、彼の失踪に対するロシアの責任を認めた。

## 参考資料
- Askerov, Ali (2015), Historical Dictionary of the Chechen Conflict, Rowman & Littlefield Publishers, ISBN 9781442249240
- CASE OF BAYSAYEVA v. RUSSIA, European Court of Human Rights, (2007.4.5) 2019年1月25日閲覧。
- Кислинская, Лариса (2003年3月1日). “Приступить к ЛИКВИДАЦИИ”. Совершенно секретно 2019年1月25日閲覧。 {{cite news}}: |accessdate=、|date=の日付が不正です。 (説明)⚠
- Козлов, Сергей (2002年3月22日). “Тайна блокпоста # 53”. Независимая газета 2019年1月25日閲覧。 {{cite news}}: |accessdate=、|date=の日付が不正です。 (説明)⚠
- Козлов, С.В. (2002), “Милиция. Бей своих, чтоб чужие боялись”, Спецназ ГРУ-2. Война не окончена, история продолжается, Русская панорама, ISBN 9785931650647 2019年1月25日閲覧。
  - 上記2つは内容的には同じ。
- Скробот, Андрей (2002年1月18日). “Мертвые сраму не имут”. Независимая газета 2019年1月25日閲覧。 {{cite news}}: |accessdate=、|date=の日付が不正です。 (説明)⚠